# Challenger de Murcia 2023
El Challenger de Murcia 2023 denominado por razones de patrocinio ATP Challenger Costa Cálida Región de Murcia fue un torneo de tenis profesional, que perteneció al ATP Challenger Tour 2023 en la categoría Challenger 75. Se trató de la cuarta edición del torneo que se disputó entre los días 3 y 9 de abril de 2023 en pistas de tierra batida en la ciudad española de Murcia.

## Participantes del cuadro de individuales
| Favorito | País                 | Jugador             | Ranking | Resultado en el torneo |
| -------- | -------------------- | ------------------- | ------- | ---------------------- |
| 1        | Bandera de Croacia   | Borna Gojo          | 113     | Final                  |
| 2        | Bandera de Italia    | Matteo Arnaldi      | 116     | CAMPEÓN                |
| 3        | Bandera de Italia    | Raúl Brancaccio     | 136     | Primera ronda          |
| 4        | Bandera de Japón     | Kaichi Uchida       | 159     | Primera ronda          |
| 5        | Bandera de Suiza     | Alexander Ritschard | 186     | Segunda ronda          |
| 6        | Bandera de Argentina | Andrea Collarini    | 191     | Segunda ronda          |
| 7        | Bandera de Suiza     | Henri Laaksonen     | 203     | Baja                   |
| 8        | Bandera de Italia    | Lorenzo Giustino    | 219     | Primera ronda          |

- Se ha utilizado el ranking del 20 de marzo de 2023.[2]

### Otros participantes
Los siguientes jugadores recibieron una invitación (wild card), por lo tanto ingresan directamente al cuadro principal (WC):
- Kyle Edmund
- Martín Landaluce
- Feliciano López

Los siguientes jugadores ingresan al cuadro principal tras disputar el cuadro clasificatorio (Q):
- Edas Butvilas
- Jesper de Jong
- Pablo Llamas Ruiz
- Daniel Mérida
- Alejandro Moro Cañas
- Carlos Sánchez Jover

## Campeones

### Individual masculino
- Matteo Arnaldi derrotó en la final a  Borna Gojo, 6–4, 7–6

### Dobles masculino
- Daniel Rincón /  Abedallah Shelbayh derrotaron en la final a  Marco Bortolotti /  Sergio Martos Gornés, 7–6(3), 6–4